# Псевдо-Дюрашевича тема
Те́ма псе́вдо-Дюрашевича — [[тема ([шахова композиція)|тема]] в шаховій композиції ортодоксального жанру. Суть теми — в двох або більше фазах проходить циклічна переміна функцій ходів білих фігур — вступний хід, загроза мату і мат на різні ходи чорних.

## Історія
Ця ідея походить від теми Дюрашевича, в результаті її подальшої розробки.
Як мінімум, у двох фазах тематична гра білих об'єднує вступний хід, загрозу мату і оголошення мату, які проходять по циклу, але на різні захисти чорних.
Ідея дістала назву — тема псевдо-Дюрашевича.
Алгоритм вираження теми:
1. А ~ 2. В # 1. ... а 2. С #
1. В ~ 2. С # 1. ... b 2. А #або
1. А ~ 2. В # 1. ... а 2. С #
1. С ~ 2. А # 1. ... b 2. В #
|   | a | b | c | d | e | f | g | h |   |
| 8 | b8 чорний кінь · g8 білий слон · c7 чорний пішак · d7 чорний пішак · e7 чорний пішак · h7 чорний слон · a6 білий пішак · c6 білий пішак · e6 білий пішак · f6 чорний король · h6 білий пішак · a5 біла тура · c5 білий кінь · e5 чорний пішак · f5 білий пішак · g5 чорний пішак · h5 білий король · b1 білий ферзь | b8 чорний кінь · g8 білий слон · c7 чорний пішак · d7 чорний пішак · e7 чорний пішак · h7 чорний слон · a6 білий пішак · c6 білий пішак · e6 білий пішак · f6 чорний король · h6 білий пішак · a5 біла тура · c5 білий кінь · e5 чорний пішак · f5 білий пішак · g5 чорний пішак · h5 білий король · b1 білий ферзь | b8 чорний кінь · g8 білий слон · c7 чорний пішак · d7 чорний пішак · e7 чорний пішак · h7 чорний слон · a6 білий пішак · c6 білий пішак · e6 білий пішак · f6 чорний король · h6 білий пішак · a5 біла тура · c5 білий кінь · e5 чорний пішак · f5 білий пішак · g5 чорний пішак · h5 білий король · b1 білий ферзь | b8 чорний кінь · g8 білий слон · c7 чорний пішак · d7 чорний пішак · e7 чорний пішак · h7 чорний слон · a6 білий пішак · c6 білий пішак · e6 білий пішак · f6 чорний король · h6 білий пішак · a5 біла тура · c5 білий кінь · e5 чорний пішак · f5 білий пішак · g5 чорний пішак · h5 білий король · b1 білий ферзь | b8 чорний кінь · g8 білий слон · c7 чорний пішак · d7 чорний пішак · e7 чорний пішак · h7 чорний слон · a6 білий пішак · c6 білий пішак · e6 білий пішак · f6 чорний король · h6 білий пішак · a5 біла тура · c5 білий кінь · e5 чорний пішак · f5 білий пішак · g5 чорний пішак · h5 білий король · b1 білий ферзь | b8 чорний кінь · g8 білий слон · c7 чорний пішак · d7 чорний пішак · e7 чорний пішак · h7 чорний слон · a6 білий пішак · c6 білий пішак · e6 білий пішак · f6 чорний король · h6 білий пішак · a5 біла тура · c5 білий кінь · e5 чорний пішак · f5 білий пішак · g5 чорний пішак · h5 білий король · b1 білий ферзь | b8 чорний кінь · g8 білий слон · c7 чорний пішак · d7 чорний пішак · e7 чорний пішак · h7 чорний слон · a6 білий пішак · c6 білий пішак · e6 білий пішак · f6 чорний король · h6 білий пішак · a5 біла тура · c5 білий кінь · e5 чорний пішак · f5 білий пішак · g5 чорний пішак · h5 білий король · b1 білий ферзь | b8 чорний кінь · g8 білий слон · c7 чорний пішак · d7 чорний пішак · e7 чорний пішак · h7 чорний слон · a6 білий пішак · c6 білий пішак · e6 білий пішак · f6 чорний король · h6 білий пішак · a5 біла тура · c5 білий кінь · e5 чорний пішак · f5 білий пішак · g5 чорний пішак · h5 білий король · b1 білий ферзь | 8 |
| 7 | b8 чорний кінь · g8 білий слон · c7 чорний пішак · d7 чорний пішак · e7 чорний пішак · h7 чорний слон · a6 білий пішак · c6 білий пішак · e6 білий пішак · f6 чорний король · h6 білий пішак · a5 біла тура · c5 білий кінь · e5 чорний пішак · f5 білий пішак · g5 чорний пішак · h5 білий король · b1 білий ферзь | b8 чорний кінь · g8 білий слон · c7 чорний пішак · d7 чорний пішак · e7 чорний пішак · h7 чорний слон · a6 білий пішак · c6 білий пішак · e6 білий пішак · f6 чорний король · h6 білий пішак · a5 біла тура · c5 білий кінь · e5 чорний пішак · f5 білий пішак · g5 чорний пішак · h5 білий король · b1 білий ферзь | b8 чорний кінь · g8 білий слон · c7 чорний пішак · d7 чорний пішак · e7 чорний пішак · h7 чорний слон · a6 білий пішак · c6 білий пішак · e6 білий пішак · f6 чорний король · h6 білий пішак · a5 біла тура · c5 білий кінь · e5 чорний пішак · f5 білий пішак · g5 чорний пішак · h5 білий король · b1 білий ферзь | b8 чорний кінь · g8 білий слон · c7 чорний пішак · d7 чорний пішак · e7 чорний пішак · h7 чорний слон · a6 білий пішак · c6 білий пішак · e6 білий пішак · f6 чорний король · h6 білий пішак · a5 біла тура · c5 білий кінь · e5 чорний пішак · f5 білий пішак · g5 чорний пішак · h5 білий король · b1 білий ферзь | b8 чорний кінь · g8 білий слон · c7 чорний пішак · d7 чорний пішак · e7 чорний пішак · h7 чорний слон · a6 білий пішак · c6 білий пішак · e6 білий пішак · f6 чорний король · h6 білий пішак · a5 біла тура · c5 білий кінь · e5 чорний пішак · f5 білий пішак · g5 чорний пішак · h5 білий король · b1 білий ферзь | b8 чорний кінь · g8 білий слон · c7 чорний пішак · d7 чорний пішак · e7 чорний пішак · h7 чорний слон · a6 білий пішак · c6 білий пішак · e6 білий пішак · f6 чорний король · h6 білий пішак · a5 біла тура · c5 білий кінь · e5 чорний пішак · f5 білий пішак · g5 чорний пішак · h5 білий король · b1 білий ферзь | b8 чорний кінь · g8 білий слон · c7 чорний пішак · d7 чорний пішак · e7 чорний пішак · h7 чорний слон · a6 білий пішак · c6 білий пішак · e6 білий пішак · f6 чорний король · h6 білий пішак · a5 біла тура · c5 білий кінь · e5 чорний пішак · f5 білий пішак · g5 чорний пішак · h5 білий король · b1 білий ферзь | b8 чорний кінь · g8 білий слон · c7 чорний пішак · d7 чорний пішак · e7 чорний пішак · h7 чорний слон · a6 білий пішак · c6 білий пішак · e6 білий пішак · f6 чорний король · h6 білий пішак · a5 біла тура · c5 білий кінь · e5 чорний пішак · f5 білий пішак · g5 чорний пішак · h5 білий король · b1 білий ферзь | 7 |
| 6 | b8 чорний кінь · g8 білий слон · c7 чорний пішак · d7 чорний пішак · e7 чорний пішак · h7 чорний слон · a6 білий пішак · c6 білий пішак · e6 білий пішак · f6 чорний король · h6 білий пішак · a5 біла тура · c5 білий кінь · e5 чорний пішак · f5 білий пішак · g5 чорний пішак · h5 білий король · b1 білий ферзь | b8 чорний кінь · g8 білий слон · c7 чорний пішак · d7 чорний пішак · e7 чорний пішак · h7 чорний слон · a6 білий пішак · c6 білий пішак · e6 білий пішак · f6 чорний король · h6 білий пішак · a5 біла тура · c5 білий кінь · e5 чорний пішак · f5 білий пішак · g5 чорний пішак · h5 білий король · b1 білий ферзь | b8 чорний кінь · g8 білий слон · c7 чорний пішак · d7 чорний пішак · e7 чорний пішак · h7 чорний слон · a6 білий пішак · c6 білий пішак · e6 білий пішак · f6 чорний король · h6 білий пішак · a5 біла тура · c5 білий кінь · e5 чорний пішак · f5 білий пішак · g5 чорний пішак · h5 білий король · b1 білий ферзь | b8 чорний кінь · g8 білий слон · c7 чорний пішак · d7 чорний пішак · e7 чорний пішак · h7 чорний слон · a6 білий пішак · c6 білий пішак · e6 білий пішак · f6 чорний король · h6 білий пішак · a5 біла тура · c5 білий кінь · e5 чорний пішак · f5 білий пішак · g5 чорний пішак · h5 білий король · b1 білий ферзь | b8 чорний кінь · g8 білий слон · c7 чорний пішак · d7 чорний пішак · e7 чорний пішак · h7 чорний слон · a6 білий пішак · c6 білий пішак · e6 білий пішак · f6 чорний король · h6 білий пішак · a5 біла тура · c5 білий кінь · e5 чорний пішак · f5 білий пішак · g5 чорний пішак · h5 білий король · b1 білий ферзь | b8 чорний кінь · g8 білий слон · c7 чорний пішак · d7 чорний пішак · e7 чорний пішак · h7 чорний слон · a6 білий пішак · c6 білий пішак · e6 білий пішак · f6 чорний король · h6 білий пішак · a5 біла тура · c5 білий кінь · e5 чорний пішак · f5 білий пішак · g5 чорний пішак · h5 білий король · b1 білий ферзь | b8 чорний кінь · g8 білий слон · c7 чорний пішак · d7 чорний пішак · e7 чорний пішак · h7 чорний слон · a6 білий пішак · c6 білий пішак · e6 білий пішак · f6 чорний король · h6 білий пішак · a5 біла тура · c5 білий кінь · e5 чорний пішак · f5 білий пішак · g5 чорний пішак · h5 білий король · b1 білий ферзь | b8 чорний кінь · g8 білий слон · c7 чорний пішак · d7 чорний пішак · e7 чорний пішак · h7 чорний слон · a6 білий пішак · c6 білий пішак · e6 білий пішак · f6 чорний король · h6 білий пішак · a5 біла тура · c5 білий кінь · e5 чорний пішак · f5 білий пішак · g5 чорний пішак · h5 білий король · b1 білий ферзь | 6 |
| 5 | b8 чорний кінь · g8 білий слон · c7 чорний пішак · d7 чорний пішак · e7 чорний пішак · h7 чорний слон · a6 білий пішак · c6 білий пішак · e6 білий пішак · f6 чорний король · h6 білий пішак · a5 біла тура · c5 білий кінь · e5 чорний пішак · f5 білий пішак · g5 чорний пішак · h5 білий король · b1 білий ферзь | b8 чорний кінь · g8 білий слон · c7 чорний пішак · d7 чорний пішак · e7 чорний пішак · h7 чорний слон · a6 білий пішак · c6 білий пішак · e6 білий пішак · f6 чорний король · h6 білий пішак · a5 біла тура · c5 білий кінь · e5 чорний пішак · f5 білий пішак · g5 чорний пішак · h5 білий король · b1 білий ферзь | b8 чорний кінь · g8 білий слон · c7 чорний пішак · d7 чорний пішак · e7 чорний пішак · h7 чорний слон · a6 білий пішак · c6 білий пішак · e6 білий пішак · f6 чорний король · h6 білий пішак · a5 біла тура · c5 білий кінь · e5 чорний пішак · f5 білий пішак · g5 чорний пішак · h5 білий король · b1 білий ферзь | b8 чорний кінь · g8 білий слон · c7 чорний пішак · d7 чорний пішак · e7 чорний пішак · h7 чорний слон · a6 білий пішак · c6 білий пішак · e6 білий пішак · f6 чорний король · h6 білий пішак · a5 біла тура · c5 білий кінь · e5 чорний пішак · f5 білий пішак · g5 чорний пішак · h5 білий король · b1 білий ферзь | b8 чорний кінь · g8 білий слон · c7 чорний пішак · d7 чорний пішак · e7 чорний пішак · h7 чорний слон · a6 білий пішак · c6 білий пішак · e6 білий пішак · f6 чорний король · h6 білий пішак · a5 біла тура · c5 білий кінь · e5 чорний пішак · f5 білий пішак · g5 чорний пішак · h5 білий король · b1 білий ферзь | b8 чорний кінь · g8 білий слон · c7 чорний пішак · d7 чорний пішак · e7 чорний пішак · h7 чорний слон · a6 білий пішак · c6 білий пішак · e6 білий пішак · f6 чорний король · h6 білий пішак · a5 біла тура · c5 білий кінь · e5 чорний пішак · f5 білий пішак · g5 чорний пішак · h5 білий король · b1 білий ферзь | b8 чорний кінь · g8 білий слон · c7 чорний пішак · d7 чорний пішак · e7 чорний пішак · h7 чорний слон · a6 білий пішак · c6 білий пішак · e6 білий пішак · f6 чорний король · h6 білий пішак · a5 біла тура · c5 білий кінь · e5 чорний пішак · f5 білий пішак · g5 чорний пішак · h5 білий король · b1 білий ферзь | b8 чорний кінь · g8 білий слон · c7 чорний пішак · d7 чорний пішак · e7 чорний пішак · h7 чорний слон · a6 білий пішак · c6 білий пішак · e6 білий пішак · f6 чорний король · h6 білий пішак · a5 біла тура · c5 білий кінь · e5 чорний пішак · f5 білий пішак · g5 чорний пішак · h5 білий король · b1 білий ферзь | 5 |
| 4 | b8 чорний кінь · g8 білий слон · c7 чорний пішак · d7 чорний пішак · e7 чорний пішак · h7 чорний слон · a6 білий пішак · c6 білий пішак · e6 білий пішак · f6 чорний король · h6 білий пішак · a5 біла тура · c5 білий кінь · e5 чорний пішак · f5 білий пішак · g5 чорний пішак · h5 білий король · b1 білий ферзь | b8 чорний кінь · g8 білий слон · c7 чорний пішак · d7 чорний пішак · e7 чорний пішак · h7 чорний слон · a6 білий пішак · c6 білий пішак · e6 білий пішак · f6 чорний король · h6 білий пішак · a5 біла тура · c5 білий кінь · e5 чорний пішак · f5 білий пішак · g5 чорний пішак · h5 білий король · b1 білий ферзь | b8 чорний кінь · g8 білий слон · c7 чорний пішак · d7 чорний пішак · e7 чорний пішак · h7 чорний слон · a6 білий пішак · c6 білий пішак · e6 білий пішак · f6 чорний король · h6 білий пішак · a5 біла тура · c5 білий кінь · e5 чорний пішак · f5 білий пішак · g5 чорний пішак · h5 білий король · b1 білий ферзь | b8 чорний кінь · g8 білий слон · c7 чорний пішак · d7 чорний пішак · e7 чорний пішак · h7 чорний слон · a6 білий пішак · c6 білий пішак · e6 білий пішак · f6 чорний король · h6 білий пішак · a5 біла тура · c5 білий кінь · e5 чорний пішак · f5 білий пішак · g5 чорний пішак · h5 білий король · b1 білий ферзь | b8 чорний кінь · g8 білий слон · c7 чорний пішак · d7 чорний пішак · e7 чорний пішак · h7 чорний слон · a6 білий пішак · c6 білий пішак · e6 білий пішак · f6 чорний король · h6 білий пішак · a5 біла тура · c5 білий кінь · e5 чорний пішак · f5 білий пішак · g5 чорний пішак · h5 білий король · b1 білий ферзь | b8 чорний кінь · g8 білий слон · c7 чорний пішак · d7 чорний пішак · e7 чорний пішак · h7 чорний слон · a6 білий пішак · c6 білий пішак · e6 білий пішак · f6 чорний король · h6 білий пішак · a5 біла тура · c5 білий кінь · e5 чорний пішак · f5 білий пішак · g5 чорний пішак · h5 білий король · b1 білий ферзь | b8 чорний кінь · g8 білий слон · c7 чорний пішак · d7 чорний пішак · e7 чорний пішак · h7 чорний слон · a6 білий пішак · c6 білий пішак · e6 білий пішак · f6 чорний король · h6 білий пішак · a5 біла тура · c5 білий кінь · e5 чорний пішак · f5 білий пішак · g5 чорний пішак · h5 білий король · b1 білий ферзь | b8 чорний кінь · g8 білий слон · c7 чорний пішак · d7 чорний пішак · e7 чорний пішак · h7 чорний слон · a6 білий пішак · c6 білий пішак · e6 білий пішак · f6 чорний король · h6 білий пішак · a5 біла тура · c5 білий кінь · e5 чорний пішак · f5 білий пішак · g5 чорний пішак · h5 білий король · b1 білий ферзь | 4 |
| 3 | b8 чорний кінь · g8 білий слон · c7 чорний пішак · d7 чорний пішак · e7 чорний пішак · h7 чорний слон · a6 білий пішак · c6 білий пішак · e6 білий пішак · f6 чорний король · h6 білий пішак · a5 біла тура · c5 білий кінь · e5 чорний пішак · f5 білий пішак · g5 чорний пішак · h5 білий король · b1 білий ферзь | b8 чорний кінь · g8 білий слон · c7 чорний пішак · d7 чорний пішак · e7 чорний пішак · h7 чорний слон · a6 білий пішак · c6 білий пішак · e6 білий пішак · f6 чорний король · h6 білий пішак · a5 біла тура · c5 білий кінь · e5 чорний пішак · f5 білий пішак · g5 чорний пішак · h5 білий король · b1 білий ферзь | b8 чорний кінь · g8 білий слон · c7 чорний пішак · d7 чорний пішак · e7 чорний пішак · h7 чорний слон · a6 білий пішак · c6 білий пішак · e6 білий пішак · f6 чорний король · h6 білий пішак · a5 біла тура · c5 білий кінь · e5 чорний пішак · f5 білий пішак · g5 чорний пішак · h5 білий король · b1 білий ферзь | b8 чорний кінь · g8 білий слон · c7 чорний пішак · d7 чорний пішак · e7 чорний пішак · h7 чорний слон · a6 білий пішак · c6 білий пішак · e6 білий пішак · f6 чорний король · h6 білий пішак · a5 біла тура · c5 білий кінь · e5 чорний пішак · f5 білий пішак · g5 чорний пішак · h5 білий король · b1 білий ферзь | b8 чорний кінь · g8 білий слон · c7 чорний пішак · d7 чорний пішак · e7 чорний пішак · h7 чорний слон · a6 білий пішак · c6 білий пішак · e6 білий пішак · f6 чорний король · h6 білий пішак · a5 біла тура · c5 білий кінь · e5 чорний пішак · f5 білий пішак · g5 чорний пішак · h5 білий король · b1 білий ферзь | b8 чорний кінь · g8 білий слон · c7 чорний пішак · d7 чорний пішак · e7 чорний пішак · h7 чорний слон · a6 білий пішак · c6 білий пішак · e6 білий пішак · f6 чорний король · h6 білий пішак · a5 біла тура · c5 білий кінь · e5 чорний пішак · f5 білий пішак · g5 чорний пішак · h5 білий король · b1 білий ферзь | b8 чорний кінь · g8 білий слон · c7 чорний пішак · d7 чорний пішак · e7 чорний пішак · h7 чорний слон · a6 білий пішак · c6 білий пішак · e6 білий пішак · f6 чорний король · h6 білий пішак · a5 біла тура · c5 білий кінь · e5 чорний пішак · f5 білий пішак · g5 чорний пішак · h5 білий король · b1 білий ферзь | b8 чорний кінь · g8 білий слон · c7 чорний пішак · d7 чорний пішак · e7 чорний пішак · h7 чорний слон · a6 білий пішак · c6 білий пішак · e6 білий пішак · f6 чорний король · h6 білий пішак · a5 біла тура · c5 білий кінь · e5 чорний пішак · f5 білий пішак · g5 чорний пішак · h5 білий король · b1 білий ферзь | 3 |
| 2 | b8 чорний кінь · g8 білий слон · c7 чорний пішак · d7 чорний пішак · e7 чорний пішак · h7 чорний слон · a6 білий пішак · c6 білий пішак · e6 білий пішак · f6 чорний король · h6 білий пішак · a5 біла тура · c5 білий кінь · e5 чорний пішак · f5 білий пішак · g5 чорний пішак · h5 білий король · b1 білий ферзь | b8 чорний кінь · g8 білий слон · c7 чорний пішак · d7 чорний пішак · e7 чорний пішак · h7 чорний слон · a6 білий пішак · c6 білий пішак · e6 білий пішак · f6 чорний король · h6 білий пішак · a5 біла тура · c5 білий кінь · e5 чорний пішак · f5 білий пішак · g5 чорний пішак · h5 білий король · b1 білий ферзь | b8 чорний кінь · g8 білий слон · c7 чорний пішак · d7 чорний пішак · e7 чорний пішак · h7 чорний слон · a6 білий пішак · c6 білий пішак · e6 білий пішак · f6 чорний король · h6 білий пішак · a5 біла тура · c5 білий кінь · e5 чорний пішак · f5 білий пішак · g5 чорний пішак · h5 білий король · b1 білий ферзь | b8 чорний кінь · g8 білий слон · c7 чорний пішак · d7 чорний пішак · e7 чорний пішак · h7 чорний слон · a6 білий пішак · c6 білий пішак · e6 білий пішак · f6 чорний король · h6 білий пішак · a5 біла тура · c5 білий кінь · e5 чорний пішак · f5 білий пішак · g5 чорний пішак · h5 білий король · b1 білий ферзь | b8 чорний кінь · g8 білий слон · c7 чорний пішак · d7 чорний пішак · e7 чорний пішак · h7 чорний слон · a6 білий пішак · c6 білий пішак · e6 білий пішак · f6 чорний король · h6 білий пішак · a5 біла тура · c5 білий кінь · e5 чорний пішак · f5 білий пішак · g5 чорний пішак · h5 білий король · b1 білий ферзь | b8 чорний кінь · g8 білий слон · c7 чорний пішак · d7 чорний пішак · e7 чорний пішак · h7 чорний слон · a6 білий пішак · c6 білий пішак · e6 білий пішак · f6 чорний король · h6 білий пішак · a5 біла тура · c5 білий кінь · e5 чорний пішак · f5 білий пішак · g5 чорний пішак · h5 білий король · b1 білий ферзь | b8 чорний кінь · g8 білий слон · c7 чорний пішак · d7 чорний пішак · e7 чорний пішак · h7 чорний слон · a6 білий пішак · c6 білий пішак · e6 білий пішак · f6 чорний король · h6 білий пішак · a5 біла тура · c5 білий кінь · e5 чорний пішак · f5 білий пішак · g5 чорний пішак · h5 білий король · b1 білий ферзь | b8 чорний кінь · g8 білий слон · c7 чорний пішак · d7 чорний пішак · e7 чорний пішак · h7 чорний слон · a6 білий пішак · c6 білий пішак · e6 білий пішак · f6 чорний король · h6 білий пішак · a5 біла тура · c5 білий кінь · e5 чорний пішак · f5 білий пішак · g5 чорний пішак · h5 білий король · b1 білий ферзь | 2 |
| 1 | b8 чорний кінь · g8 білий слон · c7 чорний пішак · d7 чорний пішак · e7 чорний пішак · h7 чорний слон · a6 білий пішак · c6 білий пішак · e6 білий пішак · f6 чорний король · h6 білий пішак · a5 біла тура · c5 білий кінь · e5 чорний пішак · f5 білий пішак · g5 чорний пішак · h5 білий король · b1 білий ферзь | b8 чорний кінь · g8 білий слон · c7 чорний пішак · d7 чорний пішак · e7 чорний пішак · h7 чорний слон · a6 білий пішак · c6 білий пішак · e6 білий пішак · f6 чорний король · h6 білий пішак · a5 біла тура · c5 білий кінь · e5 чорний пішак · f5 білий пішак · g5 чорний пішак · h5 білий король · b1 білий ферзь | b8 чорний кінь · g8 білий слон · c7 чорний пішак · d7 чорний пішак · e7 чорний пішак · h7 чорний слон · a6 білий пішак · c6 білий пішак · e6 білий пішак · f6 чорний король · h6 білий пішак · a5 біла тура · c5 білий кінь · e5 чорний пішак · f5 білий пішак · g5 чорний пішак · h5 білий король · b1 білий ферзь | b8 чорний кінь · g8 білий слон · c7 чорний пішак · d7 чорний пішак · e7 чорний пішак · h7 чорний слон · a6 білий пішак · c6 білий пішак · e6 білий пішак · f6 чорний король · h6 білий пішак · a5 біла тура · c5 білий кінь · e5 чорний пішак · f5 білий пішак · g5 чорний пішак · h5 білий король · b1 білий ферзь | b8 чорний кінь · g8 білий слон · c7 чорний пішак · d7 чорний пішак · e7 чорний пішак · h7 чорний слон · a6 білий пішак · c6 білий пішак · e6 білий пішак · f6 чорний король · h6 білий пішак · a5 біла тура · c5 білий кінь · e5 чорний пішак · f5 білий пішак · g5 чорний пішак · h5 білий король · b1 білий ферзь | b8 чорний кінь · g8 білий слон · c7 чорний пішак · d7 чорний пішак · e7 чорний пішак · h7 чорний слон · a6 білий пішак · c6 білий пішак · e6 білий пішак · f6 чорний король · h6 білий пішак · a5 біла тура · c5 білий кінь · e5 чорний пішак · f5 білий пішак · g5 чорний пішак · h5 білий король · b1 білий ферзь | b8 чорний кінь · g8 білий слон · c7 чорний пішак · d7 чорний пішак · e7 чорний пішак · h7 чорний слон · a6 білий пішак · c6 білий пішак · e6 білий пішак · f6 чорний король · h6 білий пішак · a5 біла тура · c5 білий кінь · e5 чорний пішак · f5 білий пішак · g5 чорний пішак · h5 білий король · b1 білий ферзь | b8 чорний кінь · g8 білий слон · c7 чорний пішак · d7 чорний пішак · e7 чорний пішак · h7 чорний слон · a6 білий пішак · c6 білий пішак · e6 білий пішак · f6 чорний король · h6 білий пішак · a5 біла тура · c5 білий кінь · e5 чорний пішак · f5 білий пішак · g5 чорний пішак · h5 білий король · b1 білий ферзь | 1 |
|   | a | b | c | d | e | f | g | h |   |

FEN: 1n4B1/2ppp2b/P1P1Pk1P/R1N1pPpK/8/8/8/1Q6
1. Qf1? (A) ~ 2. Se4# (B)
1. ... Bg6 (a) 2. fg# (C), 1. ... e4!
1. fg! (e.p.) (C) ~ 2.  Qf1? (A)
1. ... e4 (b) 2. Se4# (B)
- — - — - — -
1. ... Bg6 2. Qg6#